# Onze-Lieve-Vrouw-van-Lourdeskapel (Raar)

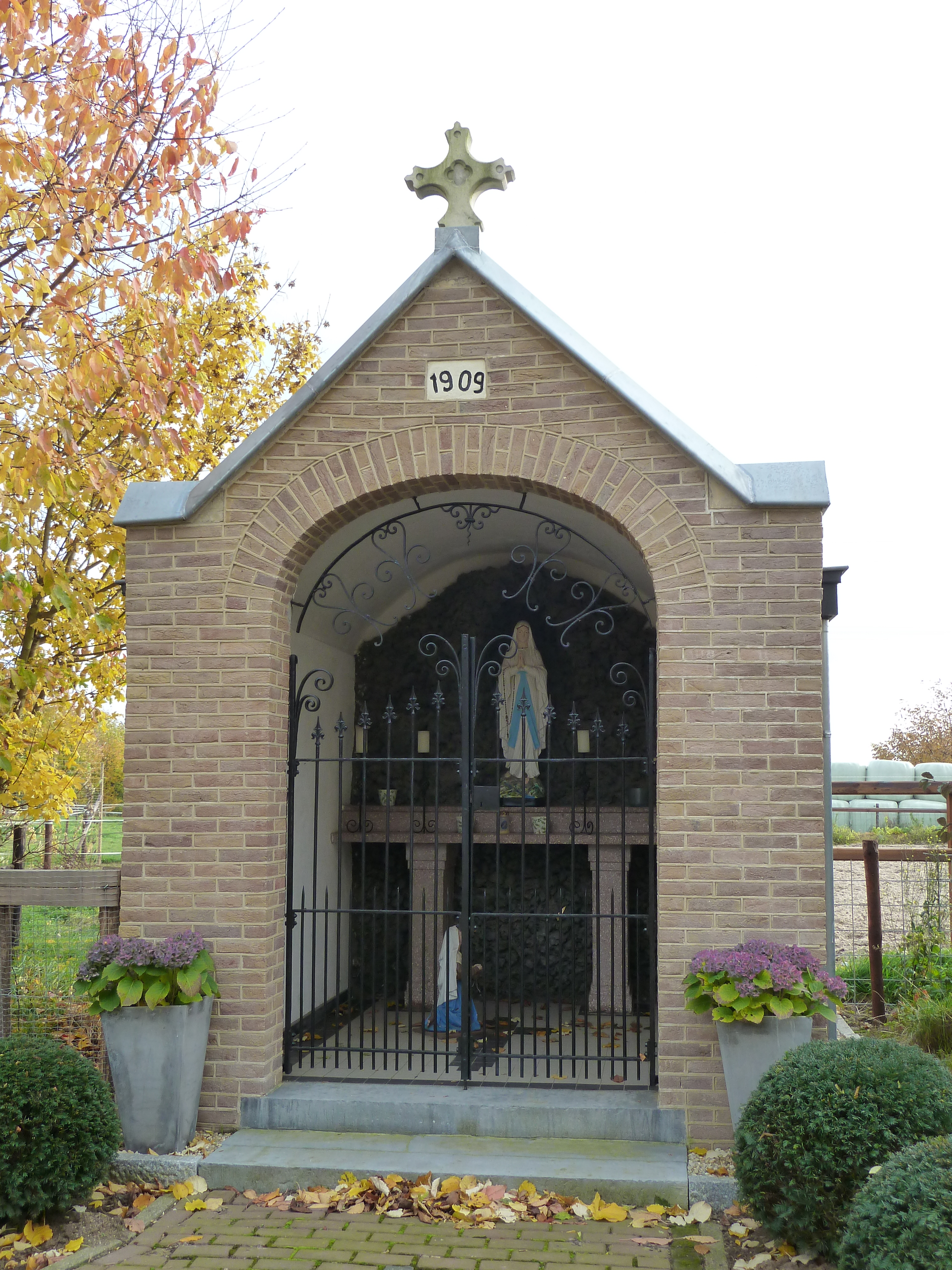
De Onze-Lieve-Vrouw-van-Lourdeskapel

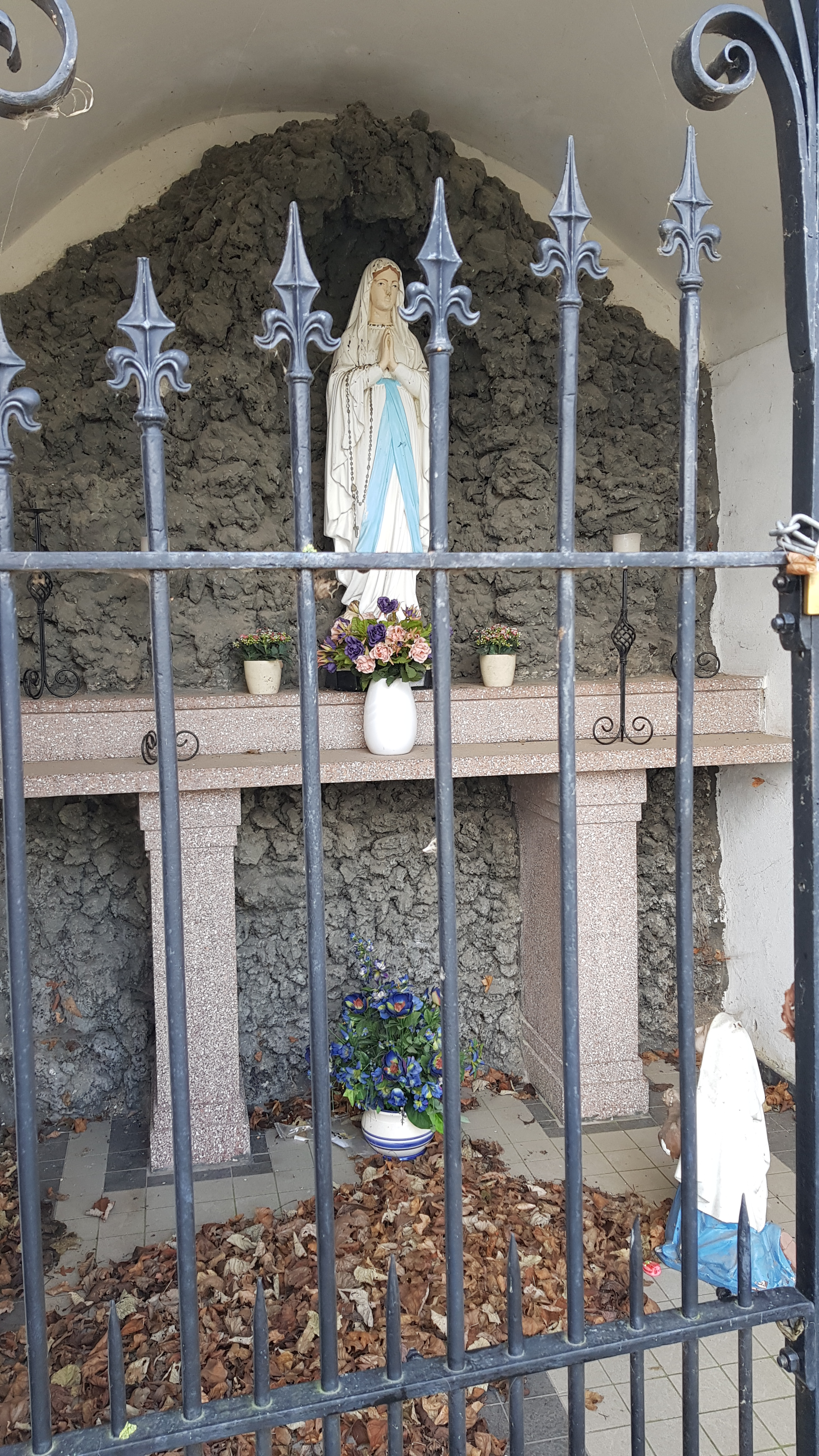
Interieur

De Onze-Lieve-Vrouw-van-Lourdeskapel is een kapel in Raar in de Nederlands Zuid-Limburgse gemeente Meerssen. De kapel staat in het oosten van de buurtschap tegenover Raar 51 aan de hoofdweg door Raar. Op ongeveer 700 meter naar het westen staat de Mariakapel aan bijna het andere uiteinde van de buurtschap.
De kapel is gewijd aan Maria, specifiek aan Onze-Lieve-Vrouw van Lourdes.

## Geschiedenis
In 1814 werd er een kapel gebouwd.
In 1909 was de oude kapel vervallen en werd de kapel herbouwd.

## Bouwwerk
De bakstenen kapel staat op een rechthoekig plattegrond en wordt gedekt door een zadeldak met pannen. De frontgevel is een topgevel met schouderstukken en wordt bekroond door een cementstenen kruis. Hoog in de frontgevel is een gevelsteen aangebracht waarop het jaartal 1909 staat aangegeven. De frontgevel bevat verder de rondboogvormige toegang die wordt afgesloten door een ijzeren hek.
Van binnen zijn de wanden en het tongewelf van de kapel wit geschilderd en is er op de achterwand een rotsachtige achtergrond aangebracht. Tegen deze rotswand is een altaar geplaatst dat rust op twee zuilen. Op het altaar staat het Mariabeeldje dat Maria toont in biddende toestand met haar handen gevouwen, al staand op bloten voeten op een rotslandschap met een beekje. Voor het altaar staat op de vloer van de kapel een beeld van een knielende Bernadette Soubirous.